# Stackhousia muricata
Stackhousia muricata är en benvedsväxtart som beskrevs av John Lindley. Stackhousia muricata ingår i släktet Stackhousia och familjen Celastraceae. Inga underarter finns listade.